# 古勒巴格街道
古勒巴格街道，是中华人民共和国新疆维吾尔自治区和田地區和田市下辖的一个乡镇级行政单位。

## 行政区划
古勒巴格街道下辖以下地区：
木甫提霍加社区、木尕买里社区、塔木什亚社区、西大桥社区、乌鲁木齐南路社区、古勒巴格村和英巴扎村。